# Republica Moldova la Concursul Muzical Eurovision 2010
Republica Moldova a participat la concursul muzical Eurovision 2010 și și-a determinat reprezentantul printr-o competiție națională numită O melodie pentru Europa. Finala competiției a avut loc la 6 martie 2010 și învingători au ieșit formația Sun Stroke Project și Olia Tira.